# Parabuteo
Parabuteo is een geslacht van vogels uit de familie van de havikachtigen (Accipitridae). De wetenschappelijke naam van het geslacht is voor het eerst geldig gepubliceerd in 1874 door Ridgway.

## Soorten
De volgende soorten zijn bij het geslacht ingedeeld:
- Parabuteo leucorrhous – Witstuitbuizerd
- Parabuteo unicinctus – Woestijnbuizerd